# 林邑
林邑（Lâm Ấp）是占族人于今越南中部地区建立的古国。根据中国古代史书的记载，林邑是占婆第一王朝到第四王朝的国号。

## 历史

### 第一王朝
2世纪以前，占婆地区被中国汉朝统治，属交州日南郡。占族人区连是象林县功曹之子，137年，他在日南郡的象林县（今顺化）率数千人起兵，杀死县令。交趾刺史樊演指派交趾郡、九真郡之兵前往征讨，汉军聽聞軍中傳出不滿之聲，擔憂途中會发生哗变，於是半途折返，该地区就从漢朝独立了出来，史称林邑国。区连传于子孙，其孫无嗣，外孙范熊继立。269年，范熊联合扶南，兴兵進軍孙吴疆界，占领西卷县。其子范逸入贡晋朝，331年去世；后嗣被大臣文杀害，建立第二王朝。

### 第二王朝
到了范文称王之时，林邑国再度对外扩张，先后攻灭了大岐界、小岐界、式仆、徐狼、屈都、干鲁、扶单等邻近的小国，并奉表向东晋朝贡。根据《晋书》的记载，“其书皆胡字”。范文又多次进攻晋朝的日南郡和九真郡，并击败东晋所派遣的征讨军。此后，包括范文的儿子范佛在位时，林邑国时而向东晋朝贡，时而与东晋持敌对态度，发兵骚扰日南郡、九德郡。
范佛子范胡达（Bhadravarman I，拔陀罗拔摩一世）是第一位在占婆石碑上有记载的国王。他的统治时间大约是公元380年至413年之间。在美山圣地，拔陀罗拔摩一世为婆罗门教神祇湿婆神建立了一个神庙。拔陀罗拔摩一世统治时，林邑国的首都是“僧伽补罗”。该城名字来自梵文 सिंहपुर，僧伽（sinha）意为“狮子”，补罗（pura）意为“城市”，意思是“獅子之城”，又被中国人称作“大占海口”或者“林邑浦”，即今日的会安市。范胡达的儿子范敌真、范敌文在位时期，林邑混乱，最后第二王朝灭亡。

### 第三王朝
林邑王范阳迈一世即位，建立第三王朝。中国正处在南北朝的混乱时期，范阳迈一世的儿子范阳迈二世趁机攻打日南、九德等郡。南朝宋派遣檀和之、宗悫讨伐林邑国，攻陷了林邑首都。虽然林邑国被打败，但依然屡次侵犯中国的边境。到了南朝的后期，林邑国最终完全占领了日南郡。范神成死后，扶南王子范当根纯篡位，后来范阳迈的子孙范诸农复国。范诸农的儿子范文款向南齐入贡，范文款之子范天凯、范天凯之子范弼毳跋摩向南梁入贡，后向南陈入贡两次。

### 第四王朝
弼毳跋摩之后，第二王朝范敌真的后裔高戊律陀罗跋摩取代第三王朝，建立第四王朝。其子商菩跋摩（Sambhuvarman，即范梵志）在位期间，依旧与中国保持著时而朝贡时而敌对的状态。605年，隋炀帝遣将军刘方袭破林邑国都城。在林邑故地置比景郡、海阴郡、林邑郡三郡。数月后隋军还，范梵志复其故地，遣使谢罪，其后朝贡不绝。唐朝建立以后，范梵志之子范头黎遣使向唐太宗朝贡送白鹦鹉。范头黎之子范镇龙被大臣杀害，范头黎外孙拔陀罗首罗跋摩即位。不久，国人改立范头黎女儿伊萨那跋摩为女王。高戊律陀罗跋摩外孙之子诸葛地回国，娶伊萨那跋摩，为林邑王。嗣后毗建陀跋摩二世、律陀罗跋摩二世多次入贡唐朝。
根据中国史书记载，林邑国在唐肃宗至德年间（758年）之后就改国号为“环王”。

## 延伸阅读
[在维基数据编辑]
 《欽定古今圖書集成·方輿彙編·邊裔典·林邑部》，出自陈梦雷《古今圖書集成》
 《晉書·卷097》，出自房玄齡《晉書》
 《南齊書·卷58》，出自萧子显《南齊書》
 《梁書/卷54》，出自姚思廉《梁書》
 《南史·卷78》，出自李延壽《南史》
 《北史·卷095》，出自李延壽《北史》
 《隋書·卷82》，出自魏徵《隋书》
 《舊唐書·卷197》，出自刘昫《舊唐書》